# 2023年北卡大学枪击案
2023年8月28日，北卡罗来纳大学教堂山分校华裔副教授严资杰在校园内遭其研究组的中国博士生齐太磊枪杀。齐太磊被指控一级谋杀。

## 相关人员

### 严资杰
严资杰（1984年或1985年-2023年8月28日），中国湖北省荆门人。严于2005年获得华中科技大学材料与计算机科学双学士学位，于2007年获得华中科技大学物理电子学硕士学位。于2011年在伦斯勒理工学院获得博士学位。2011年至2015年间在芝加哥大学詹姆斯·弗兰克研究所担任博士后研究员。2015年至2019年间在克拉克森大學担任助理教授（assistant professor），2019年起加入北卡罗来纳大学教堂山分校担任副教授（associate professor）。
严资杰在北卡的研究组里有2名本科生、1名研究助理和3名博士生。严的博士导师道格·克里西（Doug Chrisey）评价严积极阳光。此外，道格·克里西和严的博士后导师诺伯特·谢勒（Norbert Scherer）都表示严乐于帮助学生和新人研究员。严的硕士生导师袁孝评价其积极阳光、尊重他人。
根据当地法庭记录和案件信息，严资杰当时正与其妻子、北卡罗来纳州立大学助理教授王某某打离婚和争夺女儿抚养权的官司，并和岳母有过激烈冲突。严还在当年7月在邮件中告知克里西，自己一个研究生有精神健康问题，“存在妄想”，严还告诉克里西自己希望该学生能尽快毕业，并将学生状况报告给了学校系里。

### 齐太磊
齐太磊（1988年或1989年-），河南省新乡市封丘县居厢乡大沙村人，家境贫寒。他的父亲至2010年时已患肝病十余年，母亲腿脚不好、经常化脓。全家以6亩地为生。2009年自封丘一中毕业，高考603分报考天津大学未被录取，选择复读一年。由于家境贫困，齐太磊选择到免收学杂费的濮阳油田中学复读。齐太磊于2010年高考考出624分，与其弟弟齐太安同分，此同分的巧合于当年被《大河报》写文《封丘一对农家兄弟真争气 同考624分 同上名校》报道。齐于2010年就读武汉大学物理科学与技术学院，2015年本科毕业。
本科毕业后，齐太磊曾任苏州新材料研究所研究员、南方科技大学研究助理。2019年入学美国路易斯安那州立大学，2021年底取得材料科学硕士学位，导师为Wen Jin Meng，学位论文题目为《类金刚石碳膜的生长、表征和力学测试》（英語：Growth, Characterization, and Mechanical Testing of Diamond-Like Carbon Films）。2022年1月，齐入学北卡罗来纳大学教堂山分校，加入严资杰的研究组。
齐太磊在美国留学的几年里，母亲和父亲先后去世。齐于2022年2月起在Twitter上发布了一系列动态，包括在推文中表示受到「女孩子和搬弄是非的人」的困扰。2022年8月，齐找研究组负责人（PI）谈话，希望帮自己摆脱“女孩和流言蜚语”；3个月后，他又认为有人在制造流言蜚语，研究组负责人回复他说“没人谈论这件事”。他还在推文中提及工作过度劳累、朋友不真诚和美国的欺凌行为等问题。北卡研究生艾丹·卡特·斯科特（Aidan Carter Scott）两学期前曾和齐一起上过机器学习课程，两人在该课的项目小组共事，艾丹表示齐很难跟上课程进度，需要依赖队友完成项目，但也表示齐安静且讲话友善。

## 事件经过
2023年8月28日，北卡罗来纳大学教堂山分校秋季学期开学第一天，齐太磊开车来到校园，进入化学系的考迪尔实验楼（Caudill Labs）。齐太磊径直走向严资杰，开枪射击，随即离开实验楼，步行离开校园。邻近办公室的教授埃德·萨穆尔斯基（Ed Samulski）在严资杰临死时试图安慰他。 
下午1时02分，警方接到实验楼枪击事件报警。两分钟后，北卡校方发布短信和电子邮件，警告有一武装危险人员在逃，建议所有人立即避难。警方在数分钟后就抵达了现场，但齐已经不见踪影。北卡大学警方在各方执法机构的协助下开始搜寻在逃者。联邦调查局随后在校园内找到了齐先前所开的汽车。下午2时38分，齐太磊在校园以北约两英里被警方拘捕。警方核实了齐太磊的身份，同时试图搜寻齐丢掉的武器但未找到。下午4时15分，警报解除。

## 后续
北卡罗来纳大学教堂山分校在事发后停课两天，周三下午1点02分，即枪击案发生的时间为严资杰鸣钟悼念，周三晚上为严资杰举行守夜祈祷。学校于周四复课。

## 相关事件
- 卢刚事件